# Marie Charlebois
Pour les articles homonymes, voir Charlebois.
Marie Charlebois est une actrice québécoise née le 9 avril 1962.

## Filmographie
- 1987 : Les Voisins (TV) : Suzie
- 1988 : Robin et Stella (série télévisée) : Katou
- 1990 : Le Marché du couple
- 1991 : Des fleurs sur la neige (série télévisée)
- 1994 : À nous deux! (série télévisée) : Martine Vaillancourt
- 1995 : Les Machos (série télévisée) : Jeanne Dumon
- 1996 : L'Homme perché : Journaliste
- 1997 : Le Piège (série télévisée) : Lucie Hémond
- 2001 : Delirium : Marjolaine Margocci
- 2002 : Tabou (série télévisée) : Colette Lévesque
- 2004 : Le Rire de la mer (TV) : Brigitte, Euryclée
- 2005-2006 : La Promesse : Claude Mercier
- 2008 : Borderline : Aline
- 2011 : Monsieur Lazhar : La procureure
- 2012 : Un sur 2 (TV) : Maryse

## Récompenses et nominations

### Nominations
- 1997 : Meilleure interprétation féminine série dramatique pour Le Piège